# Thevenetimyia tridentata
Thevenetimyia tridentata är en tvåvingeart som först beskrevs av Hull 1966.  Thevenetimyia tridentata ingår i släktet Thevenetimyia och familjen svävflugor.
Artens utbredningsområde är Kalifornien. Inga underarter finns listade i Catalogue of Life.